# Condado de Carbon (Utah)
O Condado de Carbon é um dos 29 condados do Estado norte-americano do Utah. A sede do condado é Price, que é também a sua maior cidade. O condado tem uma área de 3829 km², uma população de 20 422 habitantes, e uma densidade populacional de 2 hab/km² (segundo o censo nacional de 2000). O condado foi fundado em 1894.